# نگو ما هیچ چیز نداریم
نگو ما هیچ چیز نداریم (به انگلیسی: Do Not Say We Have Nothing) رمان اثر مادلین تین نویسنده اهل کانادا است و اولین بار در سال ۲۰۱۶ منتشر شد.

## جوایز و افتخارات
- ۲۰۱۶ نامزد جایزه ادبی من بوکر[۲]
- ۲۰۱۶ برنده جایزه گیلر[۳]
- ۲۰۱۶ برنده جایزه گاورنر جنرال[۴]
- ۲۰۱۶ جایزه کتاب مسافرتی ادوارد استنفورد[۵]
- ۲۰۱۷ نامزد جایزه ادبیات داستانی زنان[۶]
- ۲۰۱۷ نامزد جایزه ادبی فولیو[۷]